# Triple H (banda)
Triple H (en hangul, 트리플 H) fue un trío musical formado por Cube Entertainment en 2017, compuesto por Hyuna, Hui y E'Dawn. El grupo se disolvió en septiembre de 2018 luego de que Hyuna y E'Dawn dieran a conocer su relación sentimental, que provocó que Cube Entertainment decidiera la eventual expulsión de ambos artistas tras diversas controversias generadas.

## Historia

### 2017-2018:199XyREtro Futurism
En marzo de 2017, Cube Entertainment confirmó que Hyuna formaría parte de una nueva subunidad con sus compañeros con debut previsto para el mes de mayo. El 4 de abril, Cube anunció que Hui y E'Dawn de Pentagon serían los otros miembros de la subunidad, llamada Triple H. El mismo día se anunció que el grupo tendría su propio reality show llamado Triple H Fun Agency. El 12 de abril, se reveló la primera imagen teaser del grupo. El 27 de abril, se reveló un fragmento de cada canción de su primer miniálbum, titulado 199X. En los tres días siguientes, Cube Entertainment reveló teasers del vídeo musical de «365 Fresh» con Hyuna, Hui y E'Dawn, respectivamente.
En junio de 2018, Cube Entertainment confirmó que Triple H lanzaría su segundo EP el 18 de julio, titulado REtro Futurism. El 3 de agosto Hyuna y E'Dawn admitieron estar en una relación desde hace dos años, haciendo que la empresa cancelara cualquier nueva promoción para el grupo. Un mes después, el grupo finalmente llegó a su fin debido a la controversia generada por la razón mencionada.

## Miembros
| Nombre artístico | Nombre de nacimiento  | Fecha de nacimiento            | Lugar de nacimiento                       | Posición                                                    |
| ---------------- | --------------------- | ------------------------------ | ----------------------------------------- | ----------------------------------------------------------- |
| Hyuna (현아)     | Kim Hyun Ah (김현아)  | 6 de junio de 1992 (33 años)   | Seúl, Corea del Sur                       | Líder, rapera principal, sub-vocalista, bailarina principal |
| Hui (후이)       | Lee Hwi Taek (이회택) | 28 de agosto de 1993 (31 años) | Gwacheon, Gyeonggi, Corea del Sur         | Vocalista principal, bailarín                               |
| E'Dawn (이던)    | Kim Hyo Jong (김효종) | 1 de junio de 1994 (31 años)   | Hwason-gun, Jeolla del Sur, Corea del Sur | Rapero principal, bailarín principal, maknae                |

## Discografía

### EP
| Título                                                                                     | Detalles | Mejor posición | Mejor posición | Ventas        |
| Título                                                                                     | Detalles | COR            | US World       | Ventas        |
| ------------------------------------------------------------------------------------------ | --- | -------------- | -------------- | ------------- |
| 199X                                                                                       | - Lanzamiento：1 de mayo de 2017 - Discográfica(s): Cube Entertainment, LOEN Entertainment - Formato(s): CD, descarga digital Ver listaLista de canciones 1. Sunflower 2. 365 Fresh 3. What's Going On? 4. Girl Girl Girl 5. 365 Fresh (inst.) | 4              | 10             | - COR: 5 157+ |
| REtro Futurism                                                                             | - Lanzamiento：18 de julio de 2018 - Discográfica(s): Cube Entertainment, LOEN Entertainment - Formato(s): CD, descarga digital Ver listaLista de canciones 1. Feeling (느낌) 2. Retro Future 3. Show ME 4. Retro Future (inst.)               | 8              | —              | - COR: 9 484+ |
| «—» indica que el lanzamiento no se posicionó en la lista o no se lanzó en ese territorio. | |                |                |               |

## Filmografía

### Televisión
| Año  | Show                |
| ---- | ------------------- |
| 2017 | Triple H Fun Agency |
| 2017 | Idol Section        |
| 2017 | K-Rush              |
| 2017 | Weekly Idol         |

### Radio
| Año  | Programa                           |
| ---- | ---------------------------------- |
| 2017 | Kim Shin Young's Hope Song at Noon |
| 2017 | Lee Guk Joo's Young Street         |

### Videos musicales
| Título       | Año  | Álbum |
| ------------ | ---- | ----- |
| "365 Fresh"  | 2017 | 199X  |
| Retro future | 2018 |       |